# 보트니아만

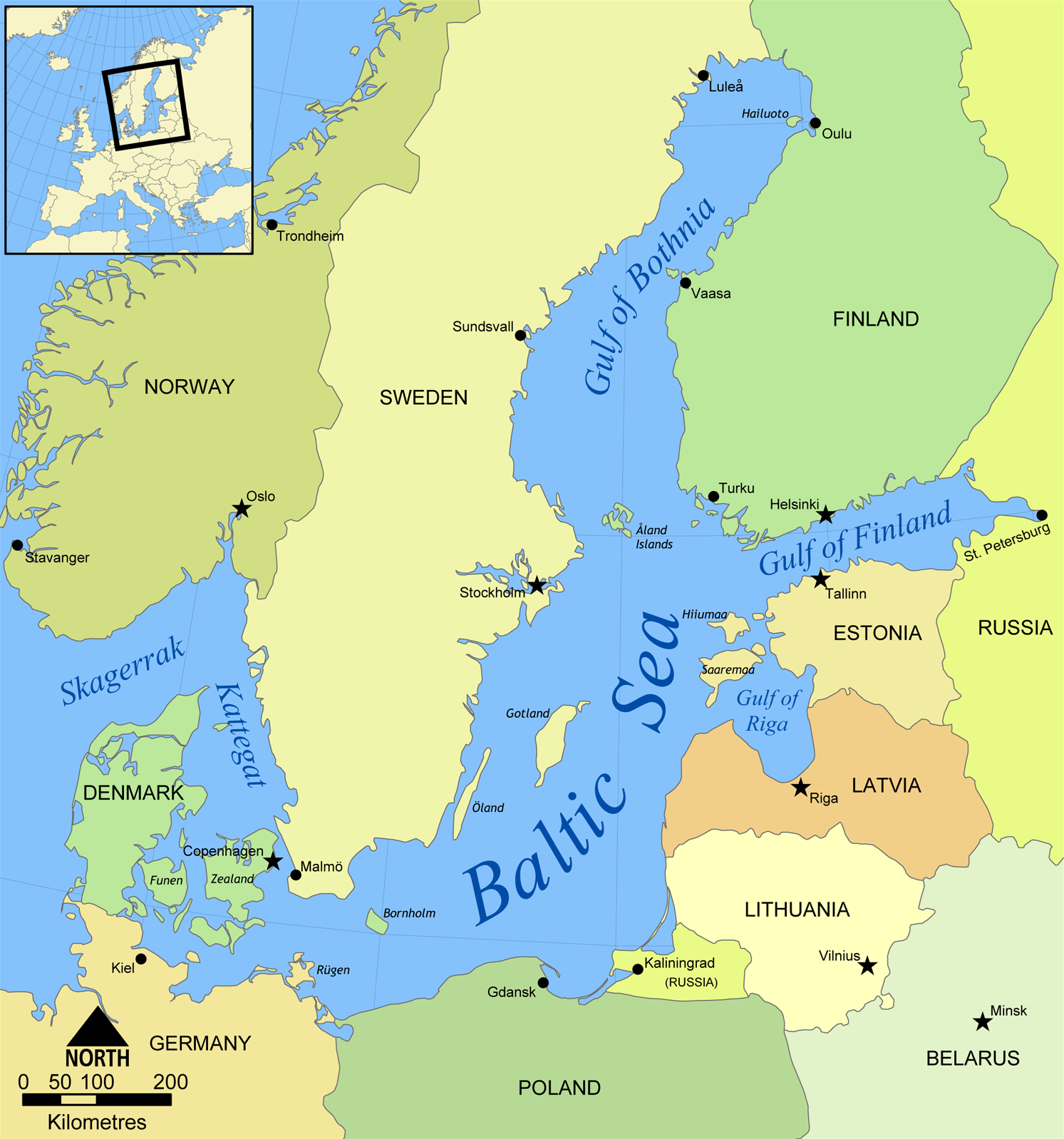
발트해 지도

보트니아 만(핀란드어: Pohjanlahti 포흐얀라흐티[*], 스웨덴어: Bottniska viken 보트니스카 비켄[*], 문화어: 보스니아만)은 발트해 북부의 만으로, 스웨덴의 동해안과 핀란드의 서해안 사이에 놓여있다. 만 입구에는 핀란드의 자치령인 올란드 제도가 있다.
만의 길이는 725 km, 폭은 80-240 km이다. 평균 깊이는 60 m이며, 가장 깊은 곳은 295 m이다. 면적은 117,000 km2이다. 보트니아 만으로는 여러 강이 흘러들고 있다. 위치가 북쪽이고, 바닷물의 염도가 낮아 일 년 중 다섯 달 이상 얼음이 언다.